# Glyptopora incrustans
Glyptopora incrustans är en mossdjursart som beskrevs av Coryell in Morgan 1924. Glyptopora incrustans ingår i släktet Glyptopora och familjen Hexagonellidae. Inga underarter finns listade i Catalogue of Life.